# Antikorruptionsbeauftragter
Zur Bekämpfung von Korruption in der deutschen Bundesverwaltung hat das Bundesministerium des Innern 1998 eine Verwaltungsvorschrift erlassen, nach der abhängig von Aufgabe und Größe der Dienststelle „Ansprechpersonen für Korruptionsprävention“ zu bestellen sind. Diese werden intern als Antikorruptionsbeauftragte bezeichnet. Unter dieser oder einer von den Aufgaben her vergleichbarer Bezeichnung werden sie auch auf Länder- oder kommunaler Ebene bestellt.
Gründe für die Einrichtung waren die bereits vor zwanzig Jahren steigende Zahl bekannt gewordener und zum Teil Aufsehen erregender Korruptionsfälle in der öffentlichen Verwaltung sowie die wachsende Bedeutung, die das Thema Korruption in den Medien und damit in der Öffentlichkeit erfahren hatte. Bereits 1996 hatte der Deutsche Städtetag zur Verbesserung der Präventionsmaßnahmen in der öffentlichen Verwaltung und in öffentlichen Unternehmen vorgeschlagen, eine „Zentrale Antikorruptionsstelle“ bei den Behörden einzurichten. Mit dem „Ansprechpartner Korruption“ bzw. der „Ansprechperson für Korruptionsprävention“ folgten das Bundeskriminalamt (BKA 1997) und das BMI (1998).

## Definition – Bezeichnungen – AKB in Behörden
Eine Definition für den Antikorruptionsbeauftragten findet sich nicht in den Vorschriften, jedoch lässt sich aus der Beschreibung der Aufgaben der Begriff des AKB ableiten:
Ein AKB ist eine Ansprechperson für die Beschäftigten und die Dienststellenleitung einer öffentlichen Verwaltung (in verschiedenen Bundesländern auch für Bürger) in Hinsicht auf tatsächliche oder vermutete Korruption, auch ohne Einhaltung des Dienstwegs. Der AKB soll förmlich bestellt werden; die Bestellung soll in seinem Zuständigkeitsbereich bekannt gemacht werden.
Antikorruptionsbeauftragte (so in den Ministerien von Brandenburg, Hamburg, Saarland, Thüringen und in den Kommunen, z. B.  Köln, Magdeburg, Potsdam, Bad Salzuflen, Wiesbaden u. a.) treten unter verschiedenen Bezeichnungen auf, z. B. als „Ansprechperson für Korruptionsvorsorge“ (Bund, Bayern), „Ansprechstelle Korruptionsbekämpfung“ (Niedersachsen), „Ansprechpartner für Anti-Korruption“ (in den Ministerien Sachsen und Sachsen-Anhalt), „Antikorruptions-Koordinator“ (z. B. in Leipzig, Chemnitz, Zwickau)  u. Ä.  Der Einfachheit halber sollen sie hier grundsätzlich als AKB in der männlichen Form bezeichnet werden.
Als AKB kann auch ein Externer, z. B. ein sog. Vertrauensanwalt oder Ombudsmann (so z. B. in Berlin-Spandau) bestellt werden, an den sich öffentlich Beschäftigte und Bürger wenden können (so in Baden-Württemberg,  Berlin, Rheinland-Pfalz). Eine Besonderheit besteht in Schleswig-Holstein: Der für dieses Bundesland zuständige Ombudsmann ist der ehrenamtlich tätige ehemalige Polizeipräsident, der wie ein Vertrauensanwalt Informanten (Whistleblower) Verschwiegenheit zusichern kann.
Gemäß einer Untersuchung der Wirtschaftsprüfungsgesellschaft PricewaterhouseCoopers in Zusammenarbeit mit der Universität Halle-Wittenberg zur „Kriminalität (gemeint ist: Wirtschaftskriminalität, d. V.) im öffentlichen Sektor“  2010 weisen 56 % der öffentlichen Verwaltung einen AKB auf. Im Einzelnen sind es 97 % der Bundesministerien/-behörden und 72 % der Landesministerien/-behörden, von den Kommunalbehörden 48 % und von den Universitäten und Unikliniken 37 %.

## Aufgaben – Kompetenzen – Pflichten
Da sich viele Bundesländer und Kommunen bei der Beschreibung der Aufgaben eines AKB an den RL Bund KorrPräv orientiert haben, wird hier auf ihre Vorgaben zurückgegriffen:
- Ansprechpartner für Beschäftigte und Dienststellenleitung, auch ohne Einhaltung des Dienstweges, sowie für Bürger
- Beratung der Dienststellenleitung
- Aufklärung der Beschäftigten
- Mitwirkung bei der Fortbildung
- Beobachtung und Bewertung von Korruptionsanzeichen;
- Mitwirkung bei der Unterrichtung der Öffentlichkeit über dienst- und strafrechtliche Sanktionen unter Beachtung der Persönlichkeitsrechte der Betroffenen.

Die Beratung der Dienststellenleitung kann bestehen in:
- Vorschlägen zu internen Ermittlungen
- Maßnahmen gegen Verschleierung
- Mitteilung an die Strafverfolgungsbehörden
- Erörterungen zur Öffentlichkeitsarbeit.

Den Kompetenzbereich des AKB beschreibt die RL Bund KorrPräv in Nr. 5 Abs. 2 ff.:
- Recht auf Information, insbesondere bei Korruptionsverdacht
- Kein Recht auf Disziplinarbefugnisse
- Kein Recht zum Tätigwerden als Vorermittlungs- oder Untersuchungsführer in Disziplinarverfahren wegen Korruption
- Weisungsunabhängigkeit bei der Wahrnehmung der Aufgaben
- Unmittelbares Vortragrecht bei der Dienststellenleitung
- Schweigepflicht über bekannt gewordene persönliche Verhältnisse von Beschäftigten.

Weiter heißt es in dieser Vorschrift, dass der AKB wegen der Erfüllung seiner Aufgaben nicht benachteiligt werden darf. Offen ist, ob der AKB eine Pflicht zur Anzeige von Korruptionsverdacht hat; aus dem Strafrecht lässt sich eine Anzeigepflicht nicht ableiten (vgl. § 138 StGB). Er hat jedoch die Dienststellenleitung zu unterrichten, wenn ihm Tatsachen bekannt werden, die den Verdacht einer Korruptionsstraftat begründen.